# Робеспьер в памяти и культуре
Топонимика, филателия и представления в культуре, связанные с Максимилианом Робеспьером.

## В топонимике
Ажен, Алес, Алон, Амьен, Андрес, Аржантёй, Аржелес-Сюр-Мер, Арль, Арнувиль, Аррас, Баниэль-Сюр-Мер, Баньоле, Бегль, Безансон, Безон, Берр ль’Этан, Бетюн, Блевиль-Сюр-Орн, Бобиньи, Борен, Брест, Брив-ла-Гайард, Бриен-ле-Шато, Буа д’Арси, Бурж, Бур-ле-Валанс, Бёвей, Ванден-ле-Вьей, Варенн-Возель, Вейн, Венаре-ле-Лом, Венгль, Венисьё, Видобан, Виллар, Вильжюиф, Вильнав д’Орнон, Вильсекланд, Вольс-ан-Велен, Вьен, Вьерзон, Гавр, Гаршизи, Гренанж, Грене, Грикур, Гуссенвиль, Десин-Шарпьё, Деши, Дивьон, Дранси, Жанвилье, Жарни, Жизор, Живор, Иври-сюр-Сен, Исси-ле-Мулино, Кале, Камон, Кармо, Кемпер, Коллобриер, Коломб, Коммантри, Конк-сюр-Орбель, Кюенши, Кюссе, Ла-Курнёв, Ланестер, Ларок-д’Ольм, Ла Риномари, Ла-Сейн-сюр-Мер, Ла Сентинель, Лефоре, Ле Релек-Керюон, Ле-Тей, Либеркур, Лилль, Лильбон, Льевен, Люр, Малакофф, Ман-ла-Виль, Марсийарг, Маси, Мерикур, Мёршен, Мижен, Миреваль, Митри-Мори, Монсо-ле-Мин, Монтиньи-ан-Гоэль, Монлюсон, Монпелье, Монтрёй, Мори, Нарбонна, Ньор, Ольне-су-Буа, Палезо, Планше Ба, Пон-Сент-Максанс, Понто-Комбо, Пор-ле-Бук, Пор-Сен-Луи-дю-Рон, Пуатье, Рокемор, Русильон, Рьё-Минервуа, Сакла, Сен-Андре-де-Сангони, Сен-Бриё, Сен-Бриё-Курсель, Сен-Валье, Сен-Кана, Сен-Кантен, Сен-Поль-ле-Дакс, Сен-Сальв, Сент-Пьер-де-Кор, Сент-Этьен, Сент-Этьенн-а-Мон, Сериньян, Сет, Таланс, Тараскон, Томблен, Тулуза, Турнефёй, Уани, Уегоа, Уй, Уньё, Уплин, Фаш-Тюмениль, Флери-лез-Обре, Фолленвиль-Денмон, Фонтене-су-Буа, Фор-де-Франс, Фурми, Шамбри, Шампиньи-Сюр-Марн, Шарлет-Сюр-Луан, Шомон, Эг-Вив, Эскоден, Эстажель;
а также в городах Ла Посесьон и Ла Ривьер острова Реюньон, владении Франции; в городе Репантиньи в Квебеке (Канада); в городе Спримон в Бельгии.
- Бульвары во французских городах Увейан, Пуасси, Реймс, Ромийи-сюр-Сен и Тулон. Бульвар Робеспьера в Реймсе появился 12 декабря 1921 года стараниями историка и политика Гюстава Лорана, занимавшего пост заместителя мэра этого города. По его инициативе бульвар Робеспьера появился рядом с улицей Дантона[2]
- Авеню во французских городах Ашер, Витри-сюр-Сен, Кабестани, Ла Гард, Ла-Рошель, Ле-Блан-Мениль, Ле Клей-су-Буа, Ле Ме, Лорьян, Сен-Медар-ан-Жаль, Сен-Прис, Сент-Тюль, Шатне-Малабри;
- Площади во французских городах Лиме, Марсель, Сен-ле-Нобль, Шатне-Малабри, Эстре-Коши и в городе Бросар в Канаде
- Проезд в Сент-Уэне;
- Набережная в Сен-Дизье;
- Тупики во французских городах Вильнёв-ле-Безье, Кемпер, Ле-Тей, Лиме, Могио, Монтобан, Ним, Полан, Сен-Медар-ан-Жаль, Сент, Тернье и Трит-Сен-Леже.
- Дороги (Chemin) в Гренобле и Сен-Бенуа (Реюньон)
- Аллеи во французских городах Ваттрело, Вилье-Сюр-Марн, Виньё-Сюр-Сена, Крей, Ле Павийон-Су-Буа, Мерю, Нанжи, Пон-де-Кле, Сент-Эрблен, Торси, Флери-Мерожи
- Сквер в Безье
- городские районы в Бобиньи, Дранси, Иври-сюр-Сен (cité Marat-Robespierre), Лезиньян-Корбьере и Обервилье;
- квартал в Витри-сюр-Сен;
- парк в Баньё в квартале Шато Блан города Сент-Этьен-дю-Рувре;
- а также стадион в Рюэй-Мальмезоне и кинотеатр в Витри-сюр-Сен.

Пик присвоения имени Робеспьера улицам и другим городским объектам пришелся на период между победой Левого союза на муниципальных выборах 1965 года и празднованием 200-летия Великой французской революции в 1989 году.
Однако в Париже улица Робеспьера так и не появилась. 13 апреля 1946 года, после освобождения Франции, муниципальный совет Парижа, избранный 29 апреля 1945 года, голосами 27 коммунистов и 12 социалистов и 4 радикалов постановил переименовать площадь Марше-Сент-Оноре в «площадь Робеспьера» (place Robespierre). 8 июня 1946 года это решение утверждается постановлением префектуры Парижа, однако уже 19 октября 1947 года муниципальные выборы меняют всю политическую картину в столице. Социально-католическая партия Народно-республиканское движение (MRP), получившая большинство мест в муниципальном совете, решением от 6 ноября 1950 года возвращает площади её прежнее название. Робеспьер остаётся одним из немногих лидеров Великой французской революции, чьим именем не была названа улица собственно Парижа. Переименования коснулись в основном «красного пояса» пригородов французской столицы, где именем Робеспьера названа улица в Монтрё, станция 9-й линии метро.

## Учебные заведения
В ноябре 1967 года профессор аррасского лицея для мальчиков Жак Эрреир внёс предложение присвоить этому учебному заведению имя Робеспьера. Уже 9 февраля следующего года его идея была поддержана советом и административным советом лицея, а в марте в лицее был создан комитет содействия переименованию. Затем инициативу поддержали ассоциация бывших учеников, академический совет Лилля и муниципальный совет Арраса (22 апреля 1968 года). 15 ноября 1969 года постановление префекта лицей для мальчиков в Аррасе получил имя Робеспьера.
Имя Робеспьера также носят:
- коллежи в Эпине-сюр-Сен, Гуссенвиле, Пор-Сен-Луи-дю-Рон, Сент-Этьен-дю-Рувре и в Сен-Поль-сюр-Мер;
- школы в Гвианкуре и Нантере.

Выпуск 1968—1970 года Национальной школы администрации в Страсбурге в соответствии с традицией также выбрал для себя наименование «выпуск Робеспьера». К «выпуску Робеспьера» принадлежит первый глава Европейского банка реконструкции и развития (1991—1993) Жак Аттали.

## Мемориальные доски, бюсты и статуи
Несколько мемориальных досок установлены в Аррасе:
- 14 октября 1923 года в присутствии мэра города Гюстава Лемеля, Альбера Матьеза и председателя общества «Розати» Жакоба была открыта мемориальная доска на фасаде дома, где Робеспьер проживал с 1787 по 1789 год с сестрой Шарлоттой и братом Огюстеном[5][6][7]. Здание было построено в 1730 году и расположено на улице Максимилиана де Робеспьера, № 9[8];
- Другая мемориальная доска была открыта в 1958 году к 200-летию Робеспьера в присутствии Альбера Собуля и Алена Деко[9];
- В 1994 году была открыта мемориальная доска на фасаде пивоварни Карро, принадлежавшей деду Робеспьера, в которой прошло детство Максимилиана и Огюстена[7];

Две памятные доски установлены в Париже: одна на месте дома столяра Дюпле на улице Сент-Оноре, и другая в Консьержери, установленная Обществом робеспьеристских исследований.
Единственная статуя Робеспьера в Париже размещена в Пантеоне. Эта работа скульптора Франсуа-Леона Сикара первоначально должна была располагаться в саду Тюильри, но затем оказалась в Пантеоне. Другие попытки установить статую Робеспьера в столице Франции потерпели неудачу. В 1909 году комитет, возглавлявшийся Рене Вивиани и Жоржем Клемансо, отстаивал идею установки статуи в саду Тюильри, но эта идея не нашла поддержки общества и встретила резкую критику со стороны прессы. 25 декабря 1913 года в предместье Сент-Уэн была торжественно открыта гипсовая статуя, которую вскоре намеревались заменить бронзовой, однако это намерение так и не было реализовано.
15 октября 1933 года Жорж Лефевр и мэр Арраса Дезире Делансорн торжественно открыли бюст Робеспьера работы Леона Кладеля в мэрии Арраса. Зал, в котором был установлен бюст, также получил имя Робеспьера. В 1949 году в Сен-Дени в сквере Робеспьера перед театром был открыт каменный бюст Робеспьера работы А.Серафина с надписью «Maximilien Robespierre l’Incorruptible 1758—1794».
В 1989 году Ана Роза Ричардсон, франко-аргентинская художница, с помощью компьютера и лазера создала статую Робеспьера из акрилового стекла. Статуя была выставлена в Вашингтоне в здании Международного валютного фонда к 200-летию Французской революции.

## Период Сопротивления
Во время Второй мировой войны имя Робеспьера принимали группы французского Сопротивления. Так, в районе города По действовала «рота Робеспьера» (фр. Compagnie Robespierre) лейтенанта Орена, в департаменте Рона — «батальон Робеспьера» (фр.  Bataillon Robespierre) капитана Лапласа. Имя Робеспьера также носило формирование «маки» под командованием Марселя Клайи в департаменте Эн.

## Филателия
Во Франции с 10 июля по 16 декабря 1950 года в серии «Les personnages de la révolution de 1789» была выпущена посвящённая Робеспьеру марка, выполненная Шарлем Мазеленом. Тираж марки составил 1 200 000 экземпляров. В той же серии вышли марки, посвящённые Жаку-Луи Давиду, Жоржу Дантону, Лазару Карно, Лазару Гошу и Андре Шенье. В 1989 году в Советском Союзе к 200-летию Великой французской революции была выпущена марка с портретами Максимилиана Робеспьера, Жана Поля Марата и Жоржа Дантона.

## В других странах
Робеспьер был одним из наиболее почитаемых революционеров в советской историографии, поэтому особенно активно увековечивалась его память в СССР. До сих пор улицы Робеспьера есть в ряде городов бывшего Советского Союза. С 6 октября 1923 года по 23 июня 2014 года Воскресенская набережная в Санкт-Петербурге называлась набережная Робеспьера.
Несколько дней в 1918 году в Александровском саду стоял памятник Робеспьеру, который почти сразу же после установки оказался разрушен. В серии «Пламенные революционеры» вышла книга: Гладилин А. Евангелие от Робеспьера: Повесть о великом французском революционере. — М.: Политиздат, 1970. — 319 с.

## В литературе, музыке, кино

### В литературе
- Драматическая пьеса «Робеспьер» Ромэна Роллана написана в 1938 году, в разгар Большого террора в СССР. Является последним из восьми произведений писателя в цикле «Театр революции». "Суть трагедии можно изложить в немногих словах. Три с половиной месяца протекает между началом и концом драмы, между казнью Дантона и казнью Робеспьера, " — отмечает автор в предписловии[18].
- В романе Виктора Гюго «Отверженные», Анжольрас, лидер революционных студентов, восхищается Робеспьером и Руссо,
- В другом романе Гюго, «Девяносто третий год», присутствуют три ключевых деятеля Французской революции: Марат, Дантон и Робеспьер.
- Является персонажем романа Александра Дюма «Графиня де Шарни».
- Робеспьер является важным символом в романе «Боги жаждут» (фр. Les dieux ont soif, 1912) Анатоля Франса, лауреата Нобелевской премии по литературе.
- Спор Робеспьера с Фуше и переворот против Робеспьера описаны в биографии Фуше Стефана Цвейга, «Жозеф Фуше. Портрет политического деятеля», 1929.
- Свержение и гибель Робеспьера описаны в романе Марка Алданова «Девятое термидора».
- Робеспьер стал одним из центральных персонажей романа Хилари Мантел «Сердце бури».
- Краткие характеристики Робеспьера даны героями романов Рафаэля Сабатини "Скарамуш" и "Возвращение Скарамуша". Сюжет романа "Возвращение Скарамуша" связан с интригами, объектом которых стали депутаты, поддерживающие Робеспьера.

### В музыке
- Робеспьер упомянут в песне Игоря Талькова «Господа-демократы».

### В театре
- Джон Итон написал оперу «Дантон и Робеспьер» в 1978 году.

### В кино и на ТВ
- 1921 — «Сиротки бури[англ.]» (США). Робеспьер — Сидни Херберт
- 1927 — «Наполеон» (Франция). Робеспьер — Эдмон ван Дэле[фр.]
- 1938 — «Мария-Антуанетта» (США). Робеспьер — Джордж Микер[англ.]
- 1941 — «Мадам Сан-Жен[фр.]» (Франция). Робеспьер — Поль Амио[фр.]
- 1949 — «Господство террора». Другое название фильма «Чёрная книга» (США). Робеспьер — Ричард Бейсхарт
- 1964 — появляется в сериале «Доктор Кто», в эпизоде «Господство террора» (The Reign of Terror). Робеспьер — Кейт Андерсон[англ.] .
- 1974 — «Сент-Жюст и сила обстоятельств» (Франция). Режиссёр Пьер Кардиналь. Робеспьер — Пьер Ванек.
- 1982 — «Дантон» (Франция—Польша). Режиссёр Анджей Вайда. Робеспьер — Войцех Пшоняк.
- 1987 — «Наполеон и Жозефина» (США-Франция). Режиссёр Ричард Т. Хеффрон. Робеспьер — Марк Де Йонге.
- 1989 — «Французская революция» (Франция-Италия). Робеспьер — Анджей Северин.
- 2001 — «Роялистка» (Франция-Германия). Робеспьер — Франсуа-Мари Банье.
- 2007 — «Шарлотта Корде» (Франция). Робеспьер — Франк Андриен.
- 2016 — «Пришельцы 3: Взятие Бастилии» (Франция). Режиссёр Жан Мари Пуаре. Робеспьер — Николя Вод[фр.].
- 2018 — «Один король — одна Франция» (Франция). Режиссёр Пьер Шоллер. Робеспьер — Луи Гаррель
- 2023 — «Наполеон (фильм, 2023)» (США, Великобритания). Режиссёр Ридли Скотт. Робеспьер — Сэм Траугтон

### В мультипликации
- Мультипликационный фильм «Приключения мистера Пибоди и Шермана», где Робеспьер, представленный в роли второстепенного антагониста и ярого революционера, преследует главных героев фильма по революционной Франции, а затем вместе с Марией-Антуанеттой попадает в настоящее время, 2014, реж. Роб Минкофф.

## В компьютерных играх
- Представлен в игре «Assassin’s Creed Unity» как один из антагонистов.
- Под псевдонимом «Робеспьер» скрывает свою личность бизнесмен Юджин Чаффи — персонаж игры «This Is the Police».
- Максимильен Робеспьер — ключевой персонаж игры «We: The Revolution», где он выступает лидером революционного Парижа и, в зависимости от действий главного героя, может умереть на гильотине либо сбежать из города.

## Исследования и гипотезы
Имущество Неподкупного, до конца верного своему прозвищу, после гибели было продано на аукционе в 1796 за 38 601 ливра, около £100 английских фунтов.

### Ирландское происхождение
В историографии разрабатывалась версия об ирландском происхождении фамилии «Робеспьер», которую иногда возводят к «Робертспир» (Robertspeare) или к более полному имени «Роберт Спейрс» (Robert Speirs). Эту версию поддерживали такие историки как Эрнест Амель, Жюль Мишле, Альфонс де Ламартин и другие. Появление Робеспьеров на севере Франции даже относили к периоду после битвы на реке Бойн (1690), несмотря на то, что эта фамилия во французских документах появилась раньше. Однако каких-либо значительных доказательств ирландского происхождения Робеспьеров в целом так и не было представлено.

### Загадка Эрменонвиля
Возможно, в период учёбы в лицее Людовика Великого у Максимилиана Робеспьера произошла встреча не только с королём Франции, но и с другим, не менее известным и влиятельным человеком, — с писателем и философом Жан-Жаком Руссо. Незадолго до 1789 года Робеспьер написал «Посвящение Жан-Жаку Руссо» (фр.  Dédicace aux mânes de Jean-Jacques Rousseau), в котором были такие строки — «Я увидел тебя в твои последние дни, […] я созерцал твои величественные черты…» (фр.  je t’ai vu dans tes derniers jours, […]  j’ai contemplé tes traits augustes…). В «Посвящении» автор не сообщал никаких подробностей этой встречи в имении Эрменонвиль, не давал никаких сведений о её времени и обстоятельствах. Однако в 1830 году в Париже вышли апокрифические «Подлинные мемуары Максимилиана Робеспьера», в которых более подробно повествовалось об этом эпизоде. Идея последнего свидания знаменитого философа Просвещения и его ученика, который станет реализовывать на практике его идеи, оказалась столь привлекательной, что вскоре встреча стала обрастать новыми подробностями. Уже в 1865 году Эрнест Амель поставил под сомнение их достоверность, однако и в последующее столетие беседу Руссо и Робеспьера нередко описывали как реальный факт. Так в вышедшей в 1959 году беллетризованной биографии Робеспьера А. П. Левандовский сообщал, что вечером, после долгих откровений, Руссо проводил своего ученика до калитки и даже обнял его на прощание.
Проблема одной из самых символических встреч XVIII века так и не была решена. В разные годы разные авторы склонялись то к признанию, то к полному отрицанию, как факта этой беседы, так и самого факта встречи. Жерар Вальтер считал, что Робеспьер действительно мог видеть Руссо издалека в Эрменонвиле между 1775 и 1778 годами. Ж.Ленотр датировал этот эпизод весной 1778 года, но отвергал домыслы «отважных комментаторов», разворачивающих романтическую картину встречи философа и продолжателя его дела. Он ссылался на печальный опыт других посетителей Эрменонвиля, в том числе Лазара Карно, которого грубо прогнали, и двадцатидвухлетней красавицы Манон Флипон, у которой захлопнули дверь перед самым носом.

### Об отце
Дальнейшая жизнь отца Максимилиана и его отношения с сыном остаются загадкой. Он снова появился в Аррасе в октябре 1768 года, а потом поселился в Мангейме. В 1772 году Франсуа Робеспьер вновь приехал во Францию и с 13 февраля по 22 мая участвовал в 15 судебных процессах в Высшем совете Артуа, но затем вновь исчез из поля зрения семьи и историков. Вопреки данным, что он пытался обосноваться в разных княжествах Германии и скончался в Мюнхене в 1777 году, Жерар Вальтер обнаружил доверенность с его именем, относящуюся к марту 1778 года. Аббат Льевин-Бонавентюр Пройяр (1743—1808), лично знавший отца Максимилиана Робеспьера, даже утверждал, что тот около 1795 года сообщил ему в Кёльне о своём желании отправиться в Лондон и на Карибские острова. Эту версию рассматривал Альбер Матьез, а Огюст Пари и Жерар Вальтер её полностью отвергли. Профессор лицея Мюнхена Ирмгард Хёрль обнаружила акт захоронения, согласно которому Франсуа Робеспьер скончался 6 ноября 1777 года в Мюнхене и был «преподавателем иностранного языка» (Sprachmeister). Это легло в основу гипотезы, что под конец жизни отец Максимилиана основал в Мюнхене небольшую школу французского языка.

### Аукцион «Сотбис» 2011 года
В конце апреля 2011 года на аукционе «Сотбис» в Париже появились неопубликованные рукописи Робеспьера, которые хранились последние 200 с лишним лет в руках потомков Филиппа Франсуа Жозеф Леба, который был близким соратником Робеспьера. Когда было объявлено, что эти документы будут проданы на аукционе, во Франции была объявлена национальная подписка с целью выкупа и сохранения исторических документов в Национальном архиве. Тысячи человек подписались под обращением правительству Франции с целью вмешаться, включая известных историков и представителей различных партий. Оценка Сотбис была € 200 000—300 000 (примерно $ 285 000—430 000 долларов). При последнем ударе оценочного молотка цена документов определялась в € 900 750 (US $1 278 000). По французскому законодательству, уникальному по отношению к аукционам, правительство имеет право вмешаться и прекратить аукцион, выплатив назначенную оценочную стоимость, что и было сделано в мае 2011. Более 100 документов включали черновик последней речи Робеспьера 8 термидора 1794 года, письма Леба, Сен-Жюста и брата Робеспьера, Огюстена.